# I am a father
「I am a father」（アイ・アム・ア・ファーザー）は、2005年6月8日に発売された、浜田省吾の36枚目のシングル。

## 概要
同年に発表したアルバム『My First Love』から2枚目の先行シングル。元々はアルバムのみ収録予定だったが、レコーディング中に評判が良かったため、父の日を前にリリースされた。
カップリングの｢君と歩いた道｣は、シングルヴァージョンとして収録されている。

## ミュージック・ビデオ
ミュージック・ビデオはドラマ仕立てになっており、浜田の長年の友人である時任三郎、他に吹越満や田中要次が出演。本楽曲のMVから発展する形で『TWO LOVE 〜二つの愛の物語〜』（監督：橋本直樹）という短編映画を制作。次作は「Thank you」をモチーフに『TWO LOVE 二つの愛の物語 〜君と歩いた道〜』（監督：橋本直樹）が制作した。

## 記録
3作連続で、オリコンチャートベスト5入りを果たした。

## 収録曲
| 全作詞・作曲: 浜田省吾、全編曲: 星勝。 |                   |          |            |      |
| #                                      | タイトル          | 作詞     | 作曲・編曲 | 時間 |
| 1.                                     | 「I am a father」 | 浜田省吾 | 浜田省吾   | 4:26 |
| 2.                                     | 「君と歩いた道」  | 浜田省吾 | 浜田省吾   | 3:51 |
| 合計時間:                              | 合計時間:         | 8:17     |            |      |

## 参加ミュージシャン
| I am a father - Drums：小田原豊 - Bass：美久月千晴 - Guitars：長田進 - Keyboards：小島良喜 - Backing Vocal：浜田省吾, 町支寛二, justine, Sean Lisa - Synthesizer & Manipulation：石川鉄男 | 君と歩いた道 - Bass：美久月千晴 - Guitars：土方隆行 - Keyboards：小島良喜 - Percussions：三沢またろう - Strings：金原千恵子 Strings - Synthesizers & Manipulation：石川鉄男 |